# Spanische Motorrad-Straßenmeisterschaft

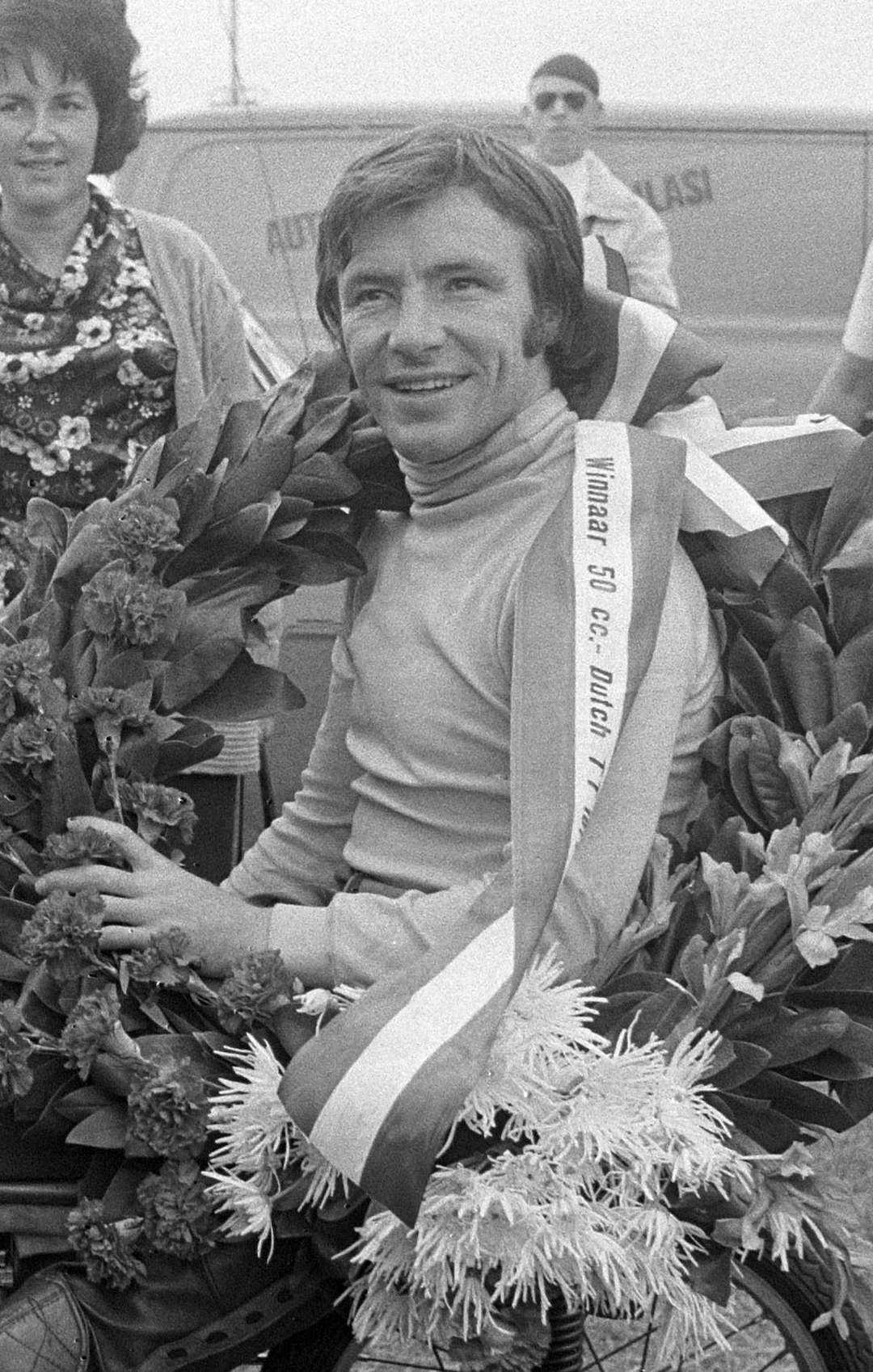
Rekordsieger Ángel Nieto (1972)

Die Spanische Motorrad-Straßenmeisterschaft (spanisch Campeonato de España de Velocidad, kurz CEV, offiziell FIM CEV Repsol International Championship) ist die nationale spanische Meisterschaft für Motorräder.
Rekordsieger ist Ángel Nieto, der zwischen 1967 und 1981 in verschiedenen Kategorien insgesamt 24-mal spanischer Motorradmeister wurde.

## Geschichte
Die Spanische Motorrad-Straßenmeisterschaft wurde erstmals 1915 ausgetragen. Es siegten Rodrigo Díaz in der 350-cm³- und Rodolfo Cardenal in der 500-cm³-Klasse.
Ab 1950 bestand die Meisterschaft aus mehreren Rennen, bei denen jeweils Meisterschaftspunkte vergeben wurde. Die Einteilung der Klassen orientierte sich an der der von der FIM ausgeschriebenen Motorrad-Weltmeisterschaft – 125, 250, 350 und 500 cm³ sowie Gespanne. In den 1970ern gewann die Meisterschaft an Popularität und brachte unter anderem Fahrer wie Ángel Nieto, Benjamín Grau, Ricardo Tormo der Jorge Martínez hervor.
1987 bzw. 1991 wurde mit den Klassen Superbike und Supersport erstmals seriennahe Sportproduktionsklassen eingeführt. Im Jahr 2002 wurde die 33 Jahre lang veranstaltete 250-cm³-Klasse abgeschafft und die Fórmula Extreme aufgenommen. 2009 wurde die international besetzte Supersport-Kategorie zum letzten Mal ausgetragen. An ihre Stelle trat 2010 die Moto2-Klasse, die in dieser Saison auch in der WM eingeführt wurde.
Zur Saison 2012 wurde zeitgleich mit der Weltmeisterschaft die 125-cm³-Zweittaktklasse von der Moto3-Kategorie abgelöst, in der nun mit Viertaktern gefahren wurde. 2014 wurde die Kategorie Stock Extreme in Superbike umbenannt.
Die Spanische Motorrad-Straßenmeisterschaft entwickelte sich in den 2000er-Jahren besonders in den kleinen Hubraumklassen zur weltweit stärken nationalen Meisterschaft. Viele der international dominierenden spanischen Piloten aber auch ausländische Fahrer wie der Deutsche Stefan Bradl sammelten ihre ersten internationalen Erfahrungen im CEV.

## Statistik

### 1915
| Jahr | 350 cm³      | 500 cm³          |
| ---- | ------------ | ---------------- |
| 1915 | Rodrigo Díaz | Rodolfo Cardenal |

### 1916 bis 1927
| Jahr | Motorräder                    | Gespanne                          |
| ---- | ----------------------------- | --------------------------------- |
| 1916 | Florencio Fuentes             | Miguel Lliviria                   |
| 1917 | Luis Coppel (Harley-Davidson) | Miguel Lliviria (Harley-Davidson) |
| 1919 | Román Uribesalgo (Indian)     | Miguel Lliviria (Indian)          |
| 1924 | Ignasi Macaya (Indian)        |                                   |
| 1925 | Zacarías Mateos               | Vicente Naure                     |
| 1926 | Laureano Gonzalez             | Vicente Naure                     |
| 1927 | Laureano González             |                                   |

### 1930 bis 1960
| Jahr | 100 cm³                     | 125 cm³                         | 250 cm³                   | 350 cm³                         | 500 cm³                     | über 500 cm³ |
| ---- | --------------------------- | ------------------------------- | ------------------------- | ------------------------------- | --------------------------- | ------------ |
| 1930 |                             |                                 | Joan Ballarda (Ariel)     | Manuel Alegre (Norton)          | Ignasi Faura                |              |
| 1931 |                             |                                 | Ignasi Faura (Ariel)      | Frederic Viñals (Rudge)         | Fernando Aranda (Rudge)     |              |
| 1932 |                             |                                 | Antoni Moixó              |                                 | Fernando Aranda             |              |
| 1933 |                             |                                 | Tony (Rudge)              | Ernest Vidal (Norton)           | Ernest Vidal (Norton)       |              |
| 1934 |                             |                                 |                           | Fernando Aranda                 | Fernando Aranda             |              |
| 1935 |                             |                                 | Antoni Moixó (Rudge)      | Joan Gil (Norton)               |                             |              |
| 1940 |                             |                                 |                           |                                 |                             | Ernest Vidal |
| 1941 |                             |                                 |                           | José Miguel Llunda              | Joan Jover                  | Ernest Vidal |
| 1942 |                             |                                 |                           |                                 |                             | Ernest Vidal |
| 1943 |                             |                                 |                           |                                 |                             | Ernest Vidal |
| 1944 |                             |                                 |                           |                                 |                             | Ernest Vidal |
| 1945 |                             |                                 |                           | Joan Gil (Rudge)                |                             | Ernest Vidal |
| 1946 | Andreu Bresca (Montesa)     | Joan Soler Bultó (Montesa)      | Ignasi Faura (Terrot)     | Joan Gil (Norton)               |                             |              |
| 1947 |                             | Guillem Cavestany (Montesa)     | Roviralta (Rudge)         | Joan Gil                        |                             |              |
| 1948 |                             | Leopoldo Milá (Montesa)         | Paco Bultó (Montesa)      | Santiago López Sert (Velocette) |                             |              |
| 1949 | Arturo Elizalde (Montesa)   | Alfonso Milá (Montesa)          |                           | Xabier Ortueta (Velocette)      | Xabier Ortueta (Velocette)  |              |
| 1950 | Guillem Cavestany (Montesa) | Joan Soler Bultó (Montesa)      | Fernando Aranda (Rudge)   | Xabier Ortueta (Norton)         |                             |              |
| 1951 |                             | Luciano Gomez (Montesa)         |                           | Xabier Ortueta (Norton)         | Xabier Ortueta (Norton)     |              |
| 1952 |                             | José Antonio Elizalde (Montesa) | Juan Insa (Norton)        | Juan Lem (Norton)               |                             |              |
| 1953 |                             | Joan Bertrand (Montesa)         |                           | Xabier Ortueta (Norton)         | Xabier Ortueta (Norton)     |              |
| 1954 |                             | Juan Atorrasagasti (MV Agusta)  |                           | Francisco González (Norton)     | Francisco González (Norton) |              |
| 1955 |                             | Juan Atorrasagasti (MV Agusta)  |                           | Alfredo Flores (Norton)         | Francisco González (Norton) |              |
| 1956 |                             | Gabriel Corsín (MV Agusta)      |                           | Francisco González (Norton)     | Francisco González (Norton) |              |
| 1957 |                             | Jesús Ferrero (MV Agusta)       | Ignasi Sagnier (Lube-NSU) | Alfredo Flores (Norton)         | Francisco González (Norton) |              |
| 1958 |                             | Jesús Ferrero (MV Agusta)       |                           | Alfredo Flores (Norton)         | Francisco González (Norton) |              |
| 1959 | Pere Pi (Derbi)             | Jesús Ferrero (MV Agusta)       | José Maria Rodá           |                                 | Francisco González (Norton) |              |
| 1960 |                             | Jesús Ferrero (MV Agusta)       |                           |                                 | Francisco González (Norton) |              |

### Seit 1961
| Jahr | 50 cm³                      | 125 cm³                         | 250 cm³                       |                               |                                    |                                     |
| ---- | --------------------------- | ------------------------------- | ----------------------------- | ----------------------------- | ---------------------------------- | ----------------------------------- |
| 1961 |                             | Francisco González (Bultaco)    |                               |                               |                                    |                                     |
| 1962 |                             | Ramón Torras (Bultaco)          |                               |                               |                                    |                                     |
| 1963 |                             | Paco Gonzalez jr. (Bultaco)     | José María Busquets (Montesa) |                               |                                    |                                     |
| 1964 |                             | Ramón Torras (Bultaco)          | Ramón Torras (Bultaco)        |                               |                                    |                                     |
| 1965 |                             | José Medrano (Bultaco)          | José Medrano (Bultaco)        |                               |                                    |                                     |
| 1966 | José María Busquets (Derbi) | José María Busquets (Montesa)   | Ramiro Blanco (Bultaco)       |                               |                                    |                                     |
| 1967 | Ángel Nieto (Derbi)         | Ángel Nieto (Derbi)             | Santiago Herrero (O.S.S.A.)   |                               |                                    |                                     |
| 1968 |                             | Ángel Nieto (Derbi)             | Santiago Herrero (O.S.S.A.)   |                               |                                    |                                     |
| 1969 |                             | Ángel Nieto (Derbi)             | Carlos Giró (O.S.S.A.)        |                               |                                    |                                     |
| 1970 | Ángel Nieto (Derbi)         | Ángel Nieto (Bultaco)           | José Medrano (Bultaco)        |                               |                                    |                                     |
| 1971 | Ángel Nieto (Derbi)         | Ángel Nieto (Derbi)             | Ángel Nieto (Derbi)           |                               |                                    |                                     |
| 1972 | Ángel Nieto (Derbi)         | Ángel Nieto (Derbi)             | Ángel Nieto (Derbi)           |                               |                                    |                                     |
| 1973 | Benjamín Grau (Derbi)       | Ángel Nieto (Derbi)             | Ángel Nieto (Derbi)           |                               |                                    |                                     |
| 1974 | Benjamín Grau (Derbi)       | Ángel Nieto (Derbi)             | Ángel Nieto (Derbi)           |                               |                                    |                                     |
| Jahr | 80 cm³                      | 125 cm³                         | 250 cm³                       | 750 cm³                       |                                    |                                     |
| 1975 | Benjamín Grau (Derbi)       | Ángel Nieto (Derbi)             | Ángel Nieto (Derbi)           | Benjamín Grau (Yamaha)        |                                    |                                     |
| 1976 | Ángel Nieto (Bultaco)       | Ángel Nieto (Bultaco)           | Benjamín Grau (Derbi)         | Benjamín Grau (Yamaha)        |                                    |                                     |
| 1977 | Ricardo Tormo (Bultaco)     | Ángel Nieto (Bultaco)           | Benjamín Grau (Derbi)         | Benjamín Grau (Yamaha)        |                                    |                                     |
| 1978 | Ricardo Tormo (Bultaco)     | Ángel Nieto (Bultaco)           | Benjamín Grau (Derbi)         | Víctor Palomo (Yamaha)        |                                    |                                     |
| 1979 | Ricardo Tormo (Bultaco)     | Ricardo Tormo (Bultaco)         | Benjamín Grau (Derbi)         | Benjamín Grau (Yamaha)        |                                    |                                     |
| Jahr | 80 cm³                      | 125 cm³                         | 250 cm³                       | 500 cm³                       | Supersport / F2                    |                                     |
| 1980 | Ricardo Tormo (Bultaco)     | Ricardo Tormo (MBA)             | Ángel Nieto (Derbi)           | Carlos Morante (Suzuki)       |                                    |                                     |
| 1981 | Jorge Martínez (Bultaco)    | Ricardo Tormo (Sanvenero)       | Ángel Nieto (Siroko)          | Antonio García (Yamaha)       |                                    |                                     |
| 1982 | Jorge Martínez (Bultaco)    | Pedro Cegarra (Sanvenero)       | Carlos Cardús (Siroko)        | Andrés Pérez Rubio (Yamaha)   |                                    |                                     |
| 1983 | Jorge Martínez (Metrakit)   | Ricardo Tormo (MBA)             | Carlos Cardús (Kobas)         | Francisco Rico (Suzuki)       |                                    |                                     |
| 1984 | Jorge Martínez (Derbi)      | Daniel Mateos (MBA)             | Joan Garriga (Yamaha)         | Carlos Morante (Yamaha)       |                                    |                                     |
| 1985 | Jorge Martínez (Derbi)      |                                 | Eduardo Cots (Arbizu)         | Andrés Pérez Rubio (Yamaha)   |                                    |                                     |
| 1986 | Jorge Martínez (Derbi)      | Andrés Sánchez (MBA)            | Sito Pons (Honda)             | Joan Garriga (Cagiva)         | Jordi Cavestany (Yamaha)           |                                     |
| Jahr | 80 cm³                      | 125 cm³                         | 250 cm³                       | Superbike                     | Superstreet                        |                                     |
| 1987 | Manuel Herreros (Derbi)     | Andrés Sánchez (MBA)            | Joan Garriga (Yamaha)         | Antonio García (Suzuki)       | Josep Voltà (Suzuki)               |                                     |
| 1988 | Jorge Martínez (Derbi)      | Jorge Martínez (Derbi)          | Alberto Puig (Yamaha)         | Josep Voltá (Suzuki)          |                                    |                                     |
| 1989 | Jorge Martínez (Derbi)      | Manuel Hernández (Honda)        | Manuel Martín (Yamaha)        |                               | Herri Torrontegui (Honda)          |                                     |
| 1990 |                             | Jorge Martínez (JJ Cobas)       | Jorge Martínez (JJ Cobas)     | Daniel Amatriaín (Honda)      |                                    |                                     |
| Jahr |                             | 125 cm³                         | 250 cm³                       | Supersport                    | Superbike                          |                                     |
| 1991 |                             | Carlos Giró jr. (JJ Cobas)      | Ferran Mas (Aprilia)          | Luis d’Antin (Honda)          | Juan López Mella (Honda)           |                                     |
| 1992 |                             | Carlos Giró jr. (Aprilia)       | Luis d’Antin (Honda)          | Luis d’Antin (Honda)          | Juan López Mella (Honda)           |                                     |
| 1993 |                             | Dirk Raudies (Honda)            | Luis d’Antin (Honda)          | Pere Riba (Honda)             |                                    |                                     |
| 1994 |                             | Jorge Martínez (Yamaha)         | Luis d’Antin (Honda)          | Gregorio Lavilla (Yamaha)     |                                    |                                     |
| 1995 |                             | Emilio Alzamora (Honda)         | Carlos Checa (Honda)          | Idalio Gavira (Honda)         |                                    |                                     |
| 1996 |                             | David García (Honda)            | Miguel Tey (Honda)            | Pere Riba (Honda)             |                                    |                                     |
| 1997 |                             | Álvaro Molina (Honda)           |                               | Herri Torrontegui (Ducati)    |                                    |                                     |
| 1998 |                             | Fonsi Nieto (Aprilia)           | José Luis Cardoso (Yamaha)    | José Oriol Fernández (Honda)  |                                    |                                     |
| 1999 |                             | Jerónimo Vidal (Aprilia)        | Fonsi Nieto (Yamaha)          | Javier Rodríguez (Yamaha)     |                                    |                                     |
| 2000 |                             | Joan Olivé (Aprilia)            | Fonsi Nieto (Yamaha)          | José Oriol Fernández (Suzuki) |                                    |                                     |
| 2001 |                             | Ángel Rodríguez (Aprilia)       | Alex Debón (Aprilia)          | José Oriol Fernández (Yamaha) |                                    |                                     |
| Jahr |                             | 125 cm³                         | 250 cm³                       | Supersport                    | Fórmula Extreme                    |                                     |
| 2002 |                             | Héctor Barberá (Aprilia)        | Héctor Faubel (Aprilia)       | Javier del Amor (Yamaha)      | Daniel Oliver (Suzuki)             |                                     |
| 2003 |                             | Álvaro Bautista (Aprilia)       |                               | Iván Silva (Yamaha)           | David De Gea (Suzuki)              |                                     |
| 2004 |                             | Aleix Espargaró (Honda)         |                               | Martín Cárdenas (Yamaha)      | José Luis Cardoso (Yamaha)         |                                     |
| 2005 |                             | Mateo Tunez (Aprilia)           |                               | Arturo Tizón (Yamaha)         | David De Gea (Honda)               |                                     |
| 2006 |                             | Pol Espargaró (Aprilia)         |                               | David Salom (Yamaha)          | David De Gea (Honda)               |                                     |
| Jahr |                             | 125 cm³                         | Supersport                    | Stock Extreme                 | Kawakaki Ninja Cup                 |                                     |
| 2007 |                             | Stefan Bradl (Aprilia)          | Paul Gowland (Honda)          | David De Gea (Suzuki)         | Román Ramos (Kawasaki)             |                                     |
| 2008 |                             | Efrén Vázquez (Aprilia)         | Ángel Rodríguez (Yamaha)      | Carmelo Morales (Yamaha)      | Francisco Javier Oliver (Kawasaki) |                                     |
| 2009 |                             | Alberto Moncayo (Aprilia)       | Kevin Coghlan (Honda)         | Carmelo Morales (Yamaha)      | Kyle Smith (Kawasaki)              |                                     |
| Jahr |                             | 125 cm³                         | Moto2                         | Stock Extreme                 | Kawakaki Ninja Cup                 |                                     |
| 2010 |                             | Maverick Viñales (Aprilia)      | Carmelo Morales (LTR-Suter)   | Javier Forés (BMW)            | Ángel Molero                       |                                     |
| 2011 |                             | Álex Rins (Derbi)               | Jordi Torres (Suter)          | Iván Silva (Kawasaki)         | Adrián Araujo (Kawasaki)           |                                     |
| Jahr |                             | Moto3                           | Moto2                         | Stock Extreme                 | Kawakaki Ninja Cup                 |                                     |
| 2012 |                             | Álex Márquez (Suter-Honda)      | Jordi Torres (Suter)          | Carmelo Morales (Kawasaki)    | Julio David Palao (Kawasaki)       |                                     |
| Jahr |                             | Moto3                           | Moto2                         | Stock Extreme                 | Kawakaki Z Cup                     |                                     |
| 2013 |                             | Fabio Quartararo (FTR-Honda)    | Roman Ramos (Ariane)          | Javier Forés (Ducati)         | Alexander Mateos (Kawasaki)        |                                     |
| Jahr |                             | Moto3                           | Moto2                         | Superbike                     | Superstock 600                     | Kawakaki Z Cup                      |
| 2014 |                             | Fabio Quartararo (Honda)        | Jesko Raffin (Kalex)          | Kenny Noyes (Kawasaki)        | Bertin Thibaut (Yamaha)            | Joan Sardanyons Colomina (Kawasaki) |
| 2015 |                             | Nicolò Bulega (KTM)             | Edgar Pons (Kalex)            | Carmelo Morales (Yamaha)      | Marcos Ramírez (Yamaha)            | Joan Sardanyons Colomina (Kawasaki) |
| 2016 |                             | Lorenzo Dalla Porta (Husqvarna) | Steven Odendaal (Kalex)       | Carmelo Morales (Yamaha)      | Ivo Lopes (Kawasaki)               | Marc Cortell (Kawasaki)             |
| Jahr | European Talent Cup         | Moto3                           | Moto2                         |                               | Superstock 600                     | Kawakaki Z Cup                      |
| 2017 | Manuel González (Honda)     | Dennis Foggia (KTM)             | Eric Granado (Kalex)          |                               | Philippe Le Gallo (Yamaha)         | Raúl Martínez (Kawasaki)            |
| 2018 | Xavier Artigas (Honda)      | Raúl Fernández (KTM)            | Jesko Raffin (Kalex/Suter)    |                               | Roman Fischer (Yamaha)             | Abian Angel Santana (Kawasaki)      |
| 2019 | Izan Guevara (Honda)        | Jeremy Alcoba (Husqvarna)       | Edgar Pons (Kalex)            |                               | Alessandro Zetti (Yamaha)          |                                     |
| 2020 | David Alonso (Honda)        | Izan Guevara (KTM)              | Yari Montella (Speed Up)      |                               | Fermín Aldeguer (Yamaha)           |                                     |
| 2021 | Máximo Quiles (Honda)       | Daniel Holgado (GasGas)         | Fermín Aldeguer (Boscoscuro)  |                               | Alex Escrig (Yamaha)               |                                     |
| 2022 | Guido Pini (Honda)          | José Antonio Rueda (Honda)      | Lukas Tulovic (Kalex)         |                               | Marco Tapia (Yamaha)               |                                     |
| 2023 | Máximo Quiles (Honda)       | Ángel Piqueras (Honda)          | Senna Agius (Kalex)           |                               | Dani Muñoz (Yamaha)                |                                     |
| 2024 | Carlos Cano (Honda)         |                                 |                               |                               |                                    |                                     |